# Sivert Sahlström
Sivert Sahlström, född 5 maj 1948, är en svensk major. Sahlström har varit arméns vapenofficer, som har en nyckelroll i att få fram modernare vapenutrustning till försvarsmakten och utforma instruktionsböcker samt teoretiska prov som varje enskild person inom försvarsmakten ska ha utfört och klarat av med godkänd resultat. Han har varit med om att utforma de nya häftena/böckerna med soldatreglementen från år 2000 och framåt, bland annat tillsammans med Alf Sandqvist.